# Tanga (region)

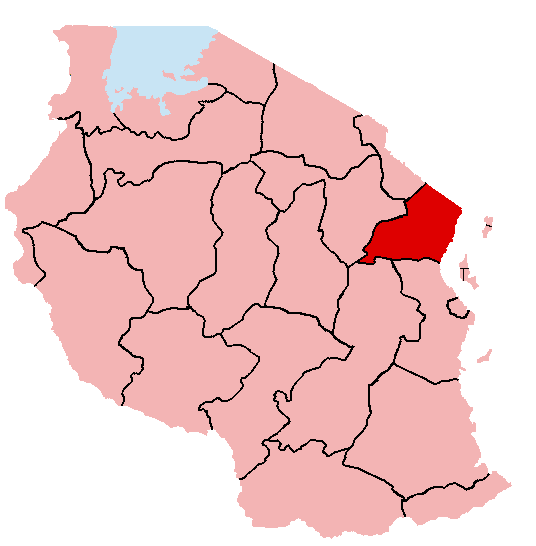
Tangaregionens läge i Tanzania.

Tanga är en av Tanzanias 26 regioner och är belägen i den nordöstra delen av landet, vid gränsen till Kenya i norr och med kust mot Indiska oceanen i öster. Den har en beräknad folkmängd av 1 923 466 invånare 2009 på en yta av 26 808 km². Administrativ huvudort är staden Tanga. 

## Administrativ indelning
Regionen är indelad i sju distrikt:
- Handeni
- Kilindi
- Korogwe
- Lushoto
- Muheza
- Pangani
- Tanga

## Urbanisering
Regionens urbaniseringsgrad beräknas till 18,80 % år 2009, en uppgång från 18,70 % året innan. Tanga har endast fyra orter med över 10 000 invånare:
| Ort     | Distrikt | Yta (km²)     | Invånarantal 2002 |
| ------- | -------- | ------------- | ----------------- |
| Tanga   | Tanga    | Ingen uppgift | 172 557           |
| Korogwe | Korogwe  | Ingen uppgift | 26 601            |
| Muheza  | Muheza   | 11,52         | 22 604            |
| Chanika | Handeni  | Ingen uppgift | 14 057            |